# Heilgersdorf
Heilgersdorf  ist ein Gemeindeteil der oberfränkischen Stadt Seßlach im Landkreis Coburg.

## Geographie
Heilgersdorf liegt etwa 15 Kilometer westlich von Coburg an der Alster, einem rechten Zufluss der Itz. Die Kreisstraßen CO 6 von Rothenberg nach Setzelsdorf und CO 9 von Bischwind zur Staatsstraße 2204 führen durch den Ort. Der südlich gelegene Gemeindeteil Trammershof, ein ehemaliger gutsherrschaftlicher Hof, ist mit Heilgersdorf zusammengewachsen. An der Rodach, in etwa zwei Kilometer Entfernung, liegt die Einöde Heinersdorf, ein ehemaliger Ortsteil.

## Geschichte
Die Erstnennung des Ortes war 1317 als „Helngesdorf“ in einer Urkunde, die Albertus de Lichtenstein als Empfänger eines halben Zehnten erwähnt.
Heilgersdorf wurde 1361 erstmals urkundlich erwähnt. 1364 erhob der Würzburger Bischof Albrecht Heilgersdorf mit der Trennung von Seßlach zu einer eigenständigen Pfarrei. Im 14. Jahrhundert wurde eine alte Kapelle durch einen Neubau ersetzt. Außerdem entstand in dieser Zeit eine Wasserburg als Vorgängerbau des heutigen Schlosses.
Während Seßlach katholisch blieb, führten die Herren von Lichtenstein in Heilgersdorf 1551 die Reformation ein.
Im Dreißigjährigen Krieg litt Heilgersdorf unter Zerstörungen. 1636 war die Pest ausgebrochen.

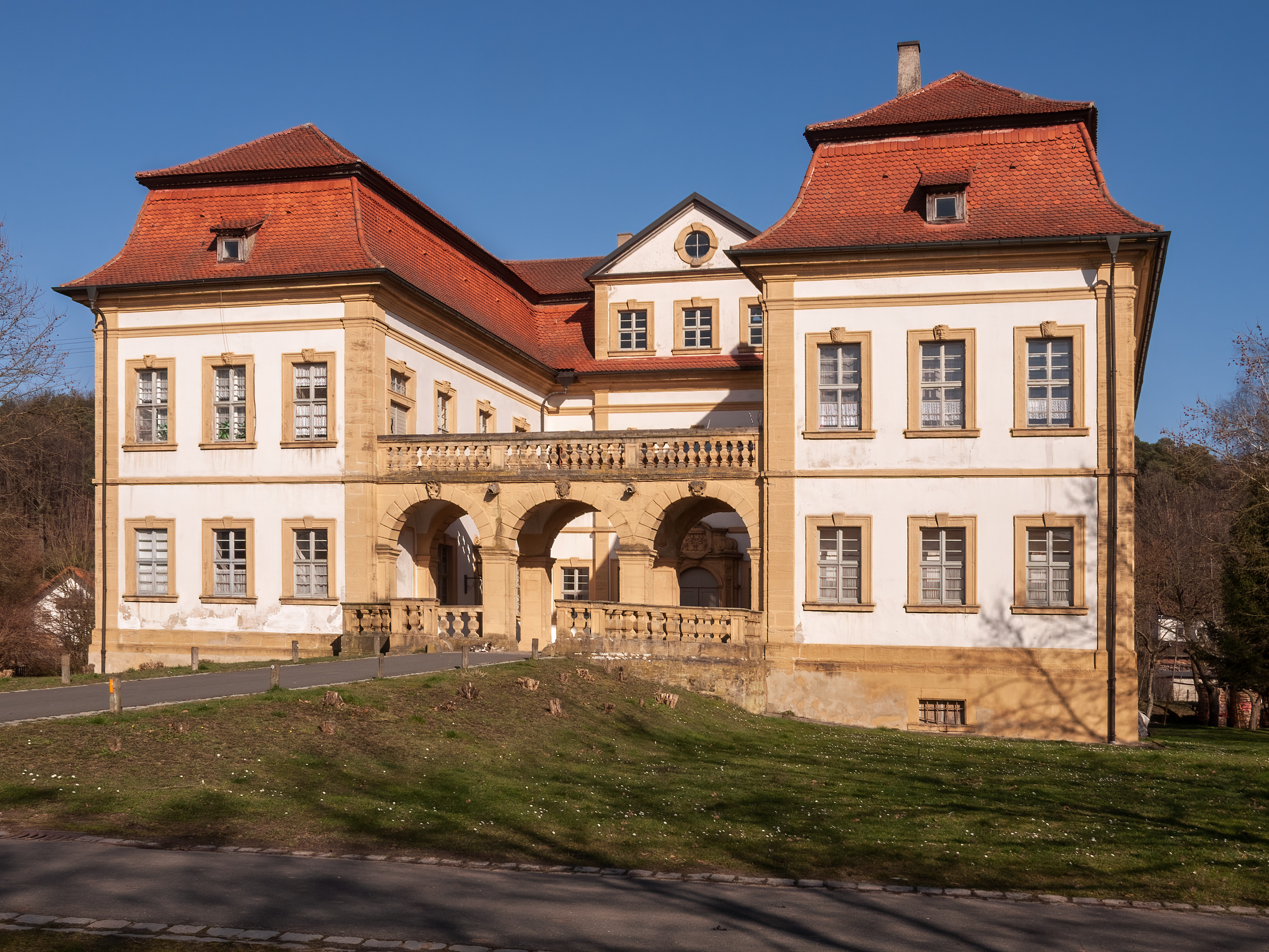
Schloss Heilgersdorf

Bis Ende des 18. Jahrhunderts übten die reichsfreien Herren von Lichtenstein die Dorfherrschaft aus. Ihnen folgten die von Bibra. In den 1830er Jahren wurde der Graf von Rottenhan Eigentümer des Ritterguts.
Zur politischen Gemeinde gehörten ab 1818 die gutsherrschaftlichen Höfe Trammershof, Schloss Heilgersdorf und Schloss Wiesen sowie die Schäferei auf dem Scheps. Hinzu kamen Setzelsdorf und Heinersdorf. 1840 lebten in Heilgersdorf 75 Familien in 64 Häusern. 1865 wurde ein neues Pfarrhaus errichtet. 1871 arbeiteten in Heilgersdorf 32 Tagelöhner, 31 Handwerker, 17 Bauern und 11 Dienstboten.
Für sein Gasthaus gründete Christian Prediger im Jahr 1870 eine Brauerei. 1907 übernahm Heinrich Scharpf die Betriebe, die seitdem in Familienbesitz sind. Der Ausstoß der Brauerei Scharpf beträgt etwa 1000 Hektoliter.
Am 1. Oktober 1913 wurde Heilgersdorf mit der Bahnstrecke Breitengüßbach–Dietersdorf an das Eisenbahnnetz angeschlossen. Der Personenverkehr wurde am 28. September 1975 eingestellt, am 27. September 1981 erfolgte die Gesamtstilllegung. 1922 erfolgte der Anschluss an das Elektrizitätsnetz der Überlandwerke Oberfranken.
1925 hatte Heilgersdorf 366 Einwohner und 84 Wohnhäuser. In der Gemeinde, zu der auch die Ortschaften Heinersdorf, Setzelsdorf, Trammershof und Wiesen gehörten, lebten 497 Personen, von denen 437 der evangelisch-lutherischen Kirche angehörten. Bei den Reichstagswahlen stimmten 1928 72 % der Wähler für die NSDAP, 1930 waren es 75 % und 1932 100 %. Am 25. September 1932 wurde Adolf Hitler zum Ehrenbürger der Gemeinde Heilgersdorf ernannt. In den 1930er Jahren begann der Bau eines Jugendheims für die Hitlerjugend. Das Bauwerk wurde jedoch erst nach dem Zweiten Weltkrieg fertiggestellt. Nach der Einführung der neuen Gemeindeordnung im Deutschen Reich am 1. April 1935 wurde Setzelsdorf gegen seinen Willen nach Heilgersdorf eingemeindet.
1946 hatte die Gemeinde durch 152 Heimatvertriebene und Flüchtlinge einen Einwohnerzuwachs von 30 %.
Am 1. Juli 1971 wurde Bischwind in die Gemeinde eingegliedert. Ein Jahr später folgte am 1. Juli 1972 die Auflösung des unterfränkischen Landkreises Ebern. Seitdem gehört Heilgersdorf zum Landkreis Coburg. Im Zuge der bayerischen Gebietsreform verlor Heilgersdorf am 1. Mai 1978 seine Selbstständigkeit als Gemeinde. Heilgersdorf und seine Ortsteile, das Kirchdorf Bischwind, die Einöde Heinersdorf, das Dorf Setzelsdorf sowie die Weiler Trammershof und Wiesen wurden Gemeindeteile der Stadt Seßlach.
Im Jahr 1987 hatte Heilgersdorf 433 Einwohner und 130 Wohnhäuser mit 152 Wohnungen.

## Einwohnerentwicklung
| Jahr | Einwohnerzahl |
| ---- | ------------- |
| 1875 | 392           |
| 1900 | 405           |
| 1925 | 366           |
| 1950 | 538           |
| 1970 | 443           |
| 1987 | 433           |
| 2015 | 4540.         |
| 2025 | 447           |

## Sehenswürdigkeiten

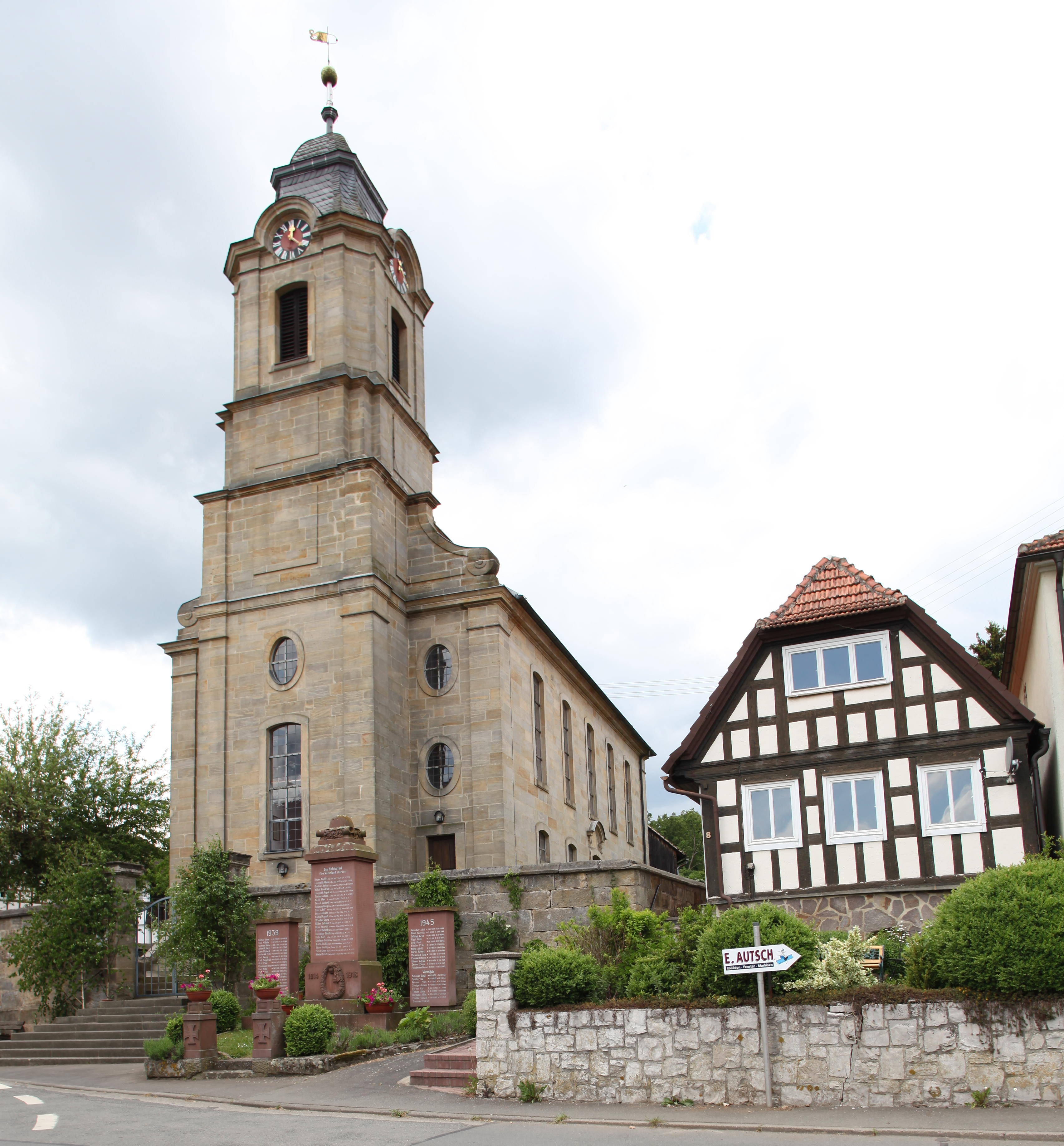
Pfarrkirche

In der Liste der Baudenkmäler in Heilgersdorf sind vier Baudenkmäler aufgeführt.
Das barock gestaltete Schloss Heilgersdorf, eine zweigeschossige Dreiflügelanlage mit einem Mansarddach, wurde Anfang des 18. Jahrhunderts als Witwensitz für Florina Margaretha von Veltheim, die Ehefrau des 1693 gestorbenen Heinrich von Lichtenstein, errichtet.
Die evangelisch-lutherische Pfarrkirche steht, das Ortsbild beherrschend, auf einer kleinen Anhöhe im Dorf. Es ist ein im ländlichen Barockstil gestalteter Saalbau aus Sandstein. Die Kirche wurde zwischen 1753 und 1758 errichtet. Vier Sandstein-Epitaphe schmücken den Altarraum.